# 만종 (1970년 영화)
만종은 1970년 공개된 대한민국의 영화이다.

## 배역
- 최은희
- 김진규
- 신성일
- 김창숙
- 최불암
- 최남현
- 한은진
- 김신재
- 송상균
- 박지현
- 이예성
- 김웅
- 성소민

## 수상
- 제5회 백마상
  - 신인배우상 - 김창숙